# Hans Joachim Buhlmann
Hans Joachim Buhlmann (* 1. August 1924 in Berlin; † 24. August 2008 in Potsdam-Neu Fahrland) war ein deutscher Maler.

## Leben und Werk
Buhlmann absolvierte von 1938 bis 1941 in Bernau und Berlin eine Lehre als Graveur. Von 1941 bis  1945 nahm er als Soldat der Kriegsmarine am Zweiten Weltkrieg teil.  Ab 1945 studierte er an der Hochschule für bildende Künste in Berlin-Charlottenburg, anschließend von 1949 bis 1952 an der späteren Kunsthochschule Berlin-Weißensee. Danach zog er mit seiner Frau, der Keramikerin Carola Buhlmann nach Neufahrland und arbeitete als freischaffender Künstler, wobei er auch häufig Entwürfe für die Werke im öffentlichen Raum und architekturbezogene Werke seiner Frau fertigte.
Buhlmann war bis 1990 Mitglied des Verbands Bildender Künstler der DDR. Er stand lange hinter der Politik der DDR und gehörte z. B. 1961 zu den Künstlern, die die Schließung der Grenze zur Bundesrepublik befürworteten. Er bezeichnete sich als „bekennenden Linken“, der die „Diktatur des Egos“ ablehnt. Wegen seiner kritischen Haltung gegenüber der Politik der DDR-Führung geriet er zunehmend ins politische Abseits. Bis zum Ausschluss 1984 war er zwölf Jahre lang Mitglied der SED.
In seiner Biografie schrieb Buhlmann: „Meiner humanistischen, kritischen Gesinnung wegen als Mensch und Künstler disqualifiziert. Mit Repressalien belegt. Keine Ausstellungen, keine Aufträge... Zum Feind des Sozialismus erklärt. Seit 1984 bespitzelt...“ Er war „ein Moralist im Selbstauftrag, mit Sendungsbewusstsein für den Planeten, fühlt sich Brecht und der Dialektik verpflichtet.“
Die Kinder Buhlmanns, Katja Buhlmann (* 1953) und Andreas Buhlmann (* 1955), sind Keramiker.

## Werke (Auswahl)

### Tafelbilder (Auswahl)
- Selbstbildnis (Öl, 100 × 80 cm, 1951)[5]
- Meine Frau (Öl, 75 × 55 cm, 1952)[6]

### Werke im öffentlichen Raum (gemeinsam mit seiner Frau)
- Völkerfreundschaft (Wandfries, Glasurmalerei auf Terrakotta, Länge 1400 cm, 1979; Potsdam, Wall am Kiez 3–4)[7]
- Familien Grün (Figurengruppe, glasierte Keramik, 1979; Potsdam, Brandenburger/Ecke Lindenstraße; nach Vandalismus-Schäden 2013 abgebaut; 2020 als Replik errichtet)[8]

## Ausstellungen

### Einzelausstellungen
- 2004: Potsdam, Altes Rathaus
- 2004: Neu Fahrland, Gemeindezentrum („Spiegelbilder der Moral und des Geistes“)

### Ausstellungsbeteiligungen
- 1964, 1969, 1974 und 1981: Potsdam, Bezirkskunstausstellungen
- 1969: Brandenburg, Kulturhaus der Stahl- und Walzwerker („Landschaftsgraphik von Künstlern der DDR“)
- 1977/1978 und 1982/1983: Dresden, VIII. und IX. Kunstausstellung der DDR
- 1981: Potsdam (Kunstausstellung zum X. Parteitag der SED)